# Carabanchel

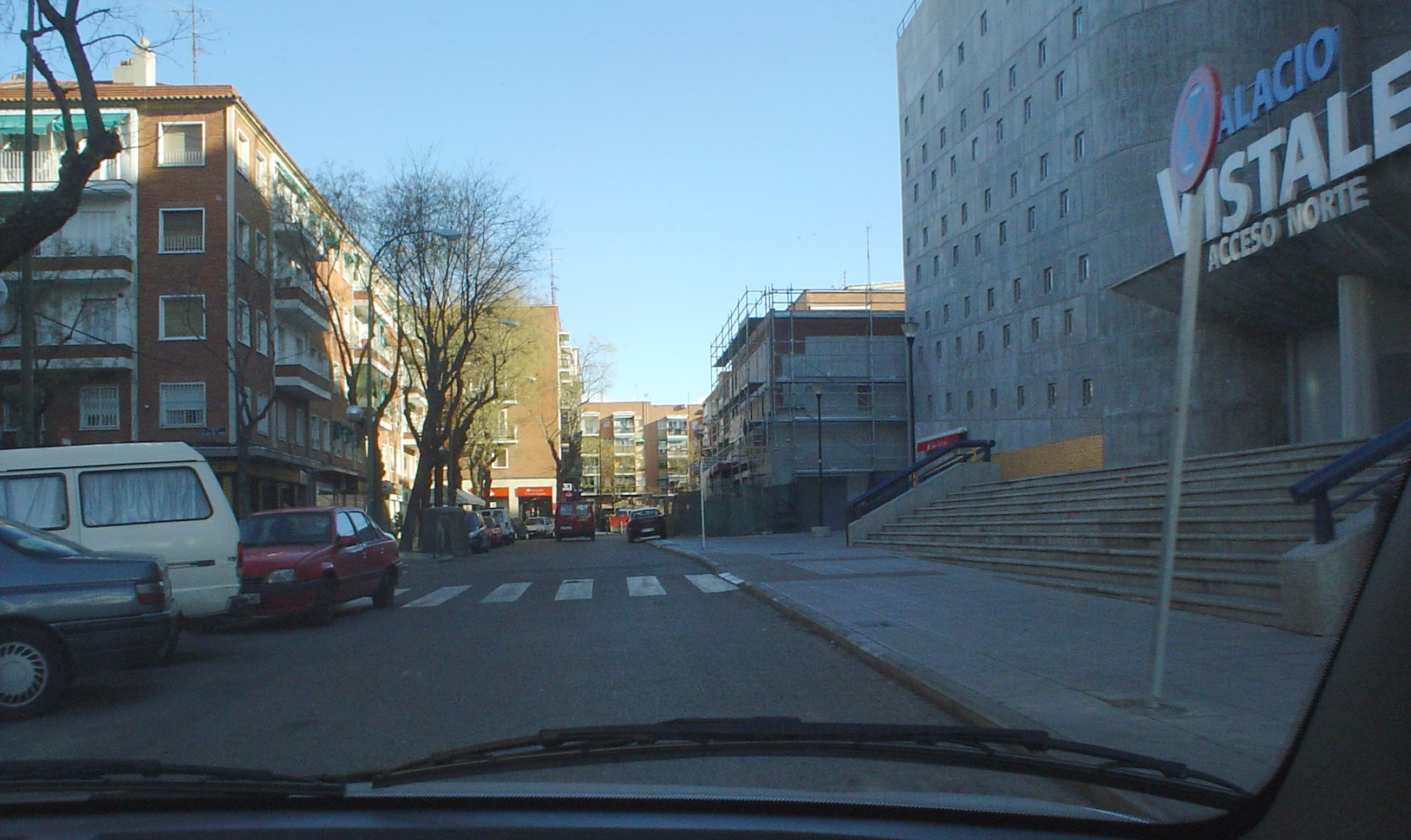
Carabanchel Bajo-Vista Alegre

Carabanchel – jest dzielnicą w południowo-zachodniej części Madrytu, stolicy Hiszpanii. Liczy ok. 250 tys. mieszkańców. 
Carabanchel jest jedną z najbardziej zróżnicowanych dzielnic w kraju, z dużą populacją imigrantów, głównie z Afryki Północnej, ale także z Ameryki Łacińskiej i Europy Wschodniej, a także rodowitych Hiszpanów.

## Historia
Na ulicach dzielnicy toczyły się zacięte walki w czasie wojny domowej w latach 1936-1939. Do 1998 r. znajdowało się tu cieszące się złą sławą więzienie dla więźniów politycznych.

## Komunikacja
Z centrum Madrytu do Carabanchel można dojechać metrem, liniami: ,  oraz linią , a także miejskimi autobusami.

## Znani ludzie pochodzący z Carabanchel
Marcelino Camacho, polityk; Santiago Segura, aktor; Daniel Guzmán, aktor; Nancho Novo, aktor; Achero Mañas, reżyser i aktor; Elvira Lindo, pisarka; Juan Luis Cano, pisarz; La Excepción, grupa hip-hopowa; Milagros López, prezenter radia i telewizji.